# Hydroptila adana
Hydroptila adana är en nattsländeart som beskrevs av Martin E. Mosely 1948. Hydroptila adana ingår i släktet Hydroptila och familjen smånattsländor. Inga underarter finns listade i Catalogue of Life.